# 후지미정
후지미정(일본어: 富士見町)은 일본 나가노현 중부에 있는 스와군의 정이다.

## 역사
- 1874년 10월 25일 - 후지미촌이 성립하였다.
- 1955년 4월 1일 - 후지미촌, 혼고촌, 사카이촌, 오치아이촌이 합병해 후지미정이 성립하였다.

## 교통

### 철도
- 동일본 여객철도 주오 본선
  - 시나노사카이역, 후지미역, 스즈란노사토역

### 도로
- 주오 자동차도
- 국도 20호선